# نرجه
نرجه (بالفارسية: نرجه) هي مدينة تقع في إيران في قزوين. يقدر عدد سكانها بـ 5,071 نسمة .